# Webuild
Webuild S.p.A. è un gruppo multinazionale italiano che opera nel settore delle costruzioni e dell'ingegneria civile, per la realizzazione di infrastrutture complesse come dighe e impianti idroelettrici, opere idrauliche, ferrovie, metropolitane, aeroporti e autostrade, opere di edilizia civile e industriale.
Il gruppo nasce nel 2014 dalla fusione di Salini S.p.A. ed Impregilo S.p.A. con il nome di Salini Impregilo. Nome cambiato in Webuild nel 2020 a seguito di un’operazione di rebranding.
Webuild è quotata nell'indice FTSE Italia Mid Cap della Borsa Italiana, è partecipata dallo Stato italiano attraverso CDP Equity ed è soggetta ad attività di direzione e coordinamento da parte di Salini Costruttori S.p.A.

## Storia
Webuild nasce nel 2014 dalla fusione per incorporazione di Salini SpA in Impregilo SpA.  Il progetto di fusione prende avvio nel 2011 con l'ingresso di Salini nel capitale di Impregilo.
La fusione è stata supportata da piccoli risparmiatori, investitori istituzionali e attivisti, cui è seguita l'offerta pubblica di acquisto volontaria totalitaria (OPA) promossa da Salini su Impregilo e conclusa definitivamente nell'aprile 2013.

### Le origini

#### Impregilo
L'acronimo 'Impre-gi-lo' nasce dal "patto GILT" un consorzio di imprese (Girola, Impresit, Lodigiani, Torno) formato nel 1955 per la costruzione della diga di Kariba, fra lo Zambia e lo Zimbabwe. Terminata la diga nel 1959 e uscita di scena la Torno, le altre tre imprese si uniscono per la costruzione grandi opere all’estero e costituiscono la Impregilo S.p.A. (con quote paritarie al 33%, più un 1% all'IFI-FIAT così da garantirne maggioranza e controllo). Così da Impresit, Girola e Lodigiani nasce il nome Impre.Gi.Lo.
Verso gli anni 1989 e 1990, Fiat Impresit e Cogefar si uniscono nella Cogefar-Impresit.
Nel 1994 la Cogefar-Impresit, incorporata la "Impresit-Girola-Lodigiani SpA", modifica la propria denominazione in Impregilo S.p.A. Successivamente tale società acquisisce i rami aziendali della Lodigiani SpA e Girola SpA.
Le successive tappe salienti:
- 2005: dopo l'esercizio dell'opzione call sulle azioni detenute da Gemina, precedente azionista di riferimento, il capitale sociale passa per il 30% circa a Igli SpA.
- 2006: le società Fisia Italimpianti e la sua controllata Fisia Babcock GmbH tornano ad essere di proprietà al 100% di Impregilo. In quel periodo circolano ricorrenti voci di una possibile fusione tra Impregilo e il gruppo Astaldi S.p.A.
- dal 2007 al 2011: l'assetto azionario di maggioranza (29,6% e siglato "Igli") è  composto da un patto di sindacato in modo paritetico al 33%, tra le società Argofin (famiglia Gavio), Autostrade (famiglia Benetton) e dalla Immobiliare Lombarda (famiglia Ligresti).
- fine 2011: tutte le quote azionarie di Igli vengono acquisite dal gruppo Gavio che diviene l'azionista di maggioranza relativa.

#### Salini
Il gruppo Salini nasce a Roma nel 1936 quando Pietro Salini, capostipite della famiglia e nonno dell’attuale amministratore delegato, intraprende l'attività di costruttore. Nello stesso anno l’azienda acquisisce una commessa per l’allargamento dello Stadio dei Cipressi. Nel 1956 l'architetto Simonpietro Salini, primogenito del fondatore, iniziò a lavorare con il padre nell'impresa di famiglia. Successivamente alla morte di Pietro Salini l'azienda viene guidata da Simonpietro verso attività nel continente africano. Negli anni sessanta la Salini Costruttori realizza la diga di Legadadi in Etiopia su progetto di Giorgio Pietrangeli.
Nel 2009 Salini diventa il terzo gruppo italiano del settore costruzioni, in seguito all'acquisizione della Todini Costruzioni Generali S.p.A. (prima 60% e poi 70%). Nel 2011, attraverso l'acquisto di azioni sul mercato, Salini entra nel capitale sociale di Impregilo.

#### L'opa Salini su Impregilo
Nel 2012, Salini S.p.A. ha acquisito una partecipazione del 29,9% in Impregilo, avviando un processo di acquisizione del controllo della società. Dopo il rinnovo del Consiglio di Amministrazione e l'avvio di un accordo strategico tra le due società, nel 2013 Salini ha lanciato un'Offerta Pubblica di Acquisto (OPA) sulla totalità delle azioni ordinarie di Impregilo, ottenendo l'86,5% del capitale. In seguito all’approvazione da parte degli azionisti, nel gennaio 2014 Impregilo è stata incorporata in Salini, dando vita al gruppo Salini Impregilo, successivamente rinominato Webuild nel 2020

#### La nascita di Salini Impregilo

Logo di Salini Impregilo.

- 1º gennaio 2014: nasce il gruppo Salini Impregilo, attivo nella realizzazione di grandi opere attraverso circa 31.000 dipendenti di 88 nazionalità. Nell'esercizio 2013, il gruppo ha registrato ricavi pari a circa 4 miliardi di euro ed un portafoglio ordini pari a circa 29 miliardi di euro, di cui 21,9 miliardi nelle costruzioni.[18]
- giugno 2014: anche tramite un aumento di capitale di oltre 44 milioni di azioni ordinarie, con un'operazione di offerta di azioni sul mercato viene riportata la quota di flottante sul mercato al 40,03% del capitale ordinario.[19]
- luglio 2014: a seguito dell'esercizio dell'opzione di overallotment, il capitale sociale ordinario di Salini Impregilo è detenuto per il 38,11% dal mercato e per il 61,89% da Salini Costruttori.

### Progetto Italia
Nel novembre 2018 Salini Impregilo presentò una propria manifestazione di interesse per la Astaldi, secondo gruppo italiano che in quelle settimane chiese al Tribunale di Roma il concordato in continuità aziendale, perché indebitata di 2 miliardi di euro a fronte di un portafoglio ordini di oltre 25.

#### La partecipazione statale
Dopo mesi di trattative con Cassa Depositi e Prestiti (CDP) e le banche creditrici (UniCredit, Intesa Sanpaolo, Banco BPM), il piano di Salini Impregilo per il salvataggio di Astaldi e la creazione di un campione nazionale delle costruzioni e degli appalti, chiamato "Progetto Italia", ha il via libera all'inizio di agosto 2019: la prima fase è destinata a rimettere sul mercato Astaldi e arrivare all'ammissione di concordato, con la previsione di un aumento di capitale di 600 milioni (50 milioni Salini Costruttori, 250 Cassa Depositi e Prestiti, 150 le banche creditrici, 150 il mercato), la seconda fase prevede quindi un aumento di capitale di 225 milioni di Astaldi, riservato a Salini Impregilo, e un finanziamento di quasi un miliardo di euro.
Il 4 ottobre 2019, l’assemblea straordinaria dei soci di Salini Impregilo approva a maggioranza la delega al Cda per l’aumento di capitale da 600 milioni finalizzato al salvataggio di Astaldi e all'implementazione di Progetto Italia.

### Webuild

Logo Webuild introdotto nel 2020

Il 15 maggio 2020, Salini Impregilo cambia la denominazione sociale ed il marchio del gruppo in Webuild.
Nel 2021, Webuild completa il 100% dell'acquisizione di Seli Overseas, società specializzata nella costruzione di tunnel.
Nel 2022, completa invece l'acquisizione di Cossi Costruzioni, società valtellinese specializzata nella costruzione di tunnel e nelle manutenzioni stradali.

#### Espansione all'estero
Nel 2016, Webuild (allora Salini Impregilo) acquisisce la società statunitense Lane Industries, azienda leader nella costruzione di grandi opere civili e di infrastrutture per il trasporto e con un giro d'affari in quell'anno di 1,5 miliardi di dollari.
Nel 2021, Webuild assume, per 23,4 milioni di euro, la gestione e il controllo delle attività in Australia e Papua Nuova Guinea della società di costruzioni australiana Clough, già sua socia nella joint venture Future Generation, creata per realizzare il progetto Snowy 2.0 per il potenziamento della rete di impianti idroelettrici all'interno del parco nazionale del Kosciuszco.

## Azionariato
L'azionariato comunicato alla Consob è il seguente:
- Salini S.p.A. 35,72%
- Cdp Equity S.p.A. 16,47%
- Azioni proprie 2,53%
- Free float 45,28%

## Attività e presenza nel mondo
Webuild opera in oltre 50 paesi e impiega circa 92.000 persone. Usando l'ingegneria applicata progetta e costruisce dighe, impianti idroelettrici, autostrade, ferrovie, metropolitane, aeroporti, ospedali, edilizia civile e industriale.
Webuild, al 2016, aveva realizzato 257 dighe e impianti idroelettrici, per una capacità installata di oltre 37.500 MW, 6.830 km di linee ferroviarie, circa 400 km di linee metropolitane e oltre 1.450 km di opere in sotterraneo. Il gruppo ha completato 51.660 km di strade e autostrade e circa 350 km di ponti e viadotti.
Le attività in concessione erano distribuite in Italia, America Latina e Regno Unito, nel settore dei trasporti (autostrade, metropolitane, parcheggi), ospedaliero, delle energie rinnovabili e del trattamento delle acque. Ad oggi, queste attività sono marginali e per lo più dismesse.
Al 2022, il gruppo Webuild ha aggiornato i principali indicatori sulle attività: ha realizzato oltre 3.300 km di tunnel, oltre 85.200 km di strade e autostrade, oltre 14.000 km di metropolitane e linee ferroviarie, oltre 1.000 km di ponti e viadotti, oltre 300 dighe ed impianti idroelettrici.

Presenza geografica
- Europa (Grecia, Italia, Danimarca, Regno Unito, Polonia, Romania, Svizzera, Slovacchia, Turchia, Ucraina)
- America (Argentina, Brasile, Cile, Colombia, Panamà, Repubblica Dominicana, Stati Uniti d'America, Venezuela, Perù)
- Asia (Arabia Saudita, Emirati Arabi Uniti, Azerbaigian, Qatar, Tagikistan, Kazakistan, Malaysia)
- Africa (Etiopia, Namibia, Nigeria, Sierra Leone, Sudafrica, Tunisia, Uganda, Zimbabwe, Libia)
- Oceania (Australia, Papua Nuova Guinea)[36]

## Principali opere

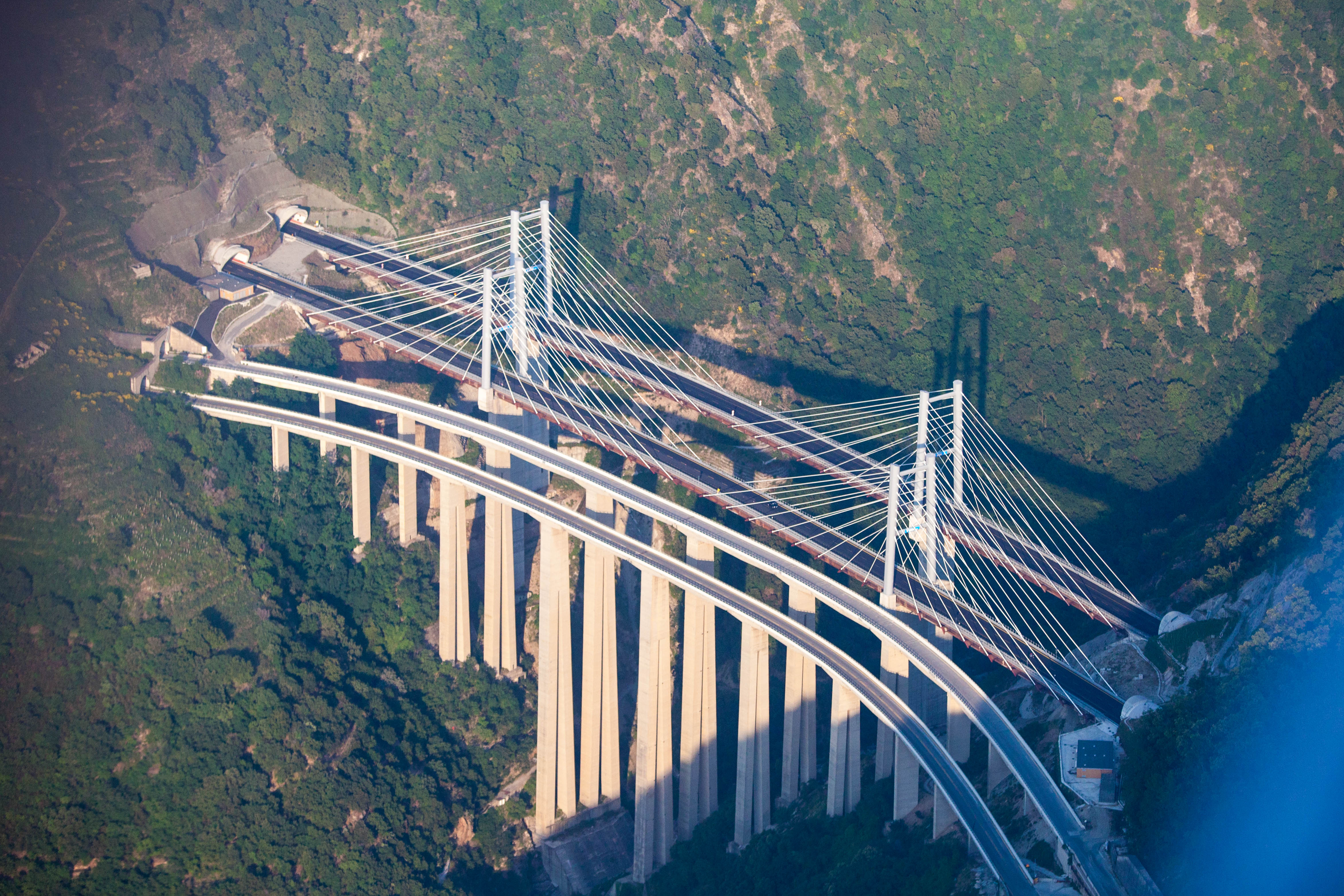
Viadotto sul Favazzina

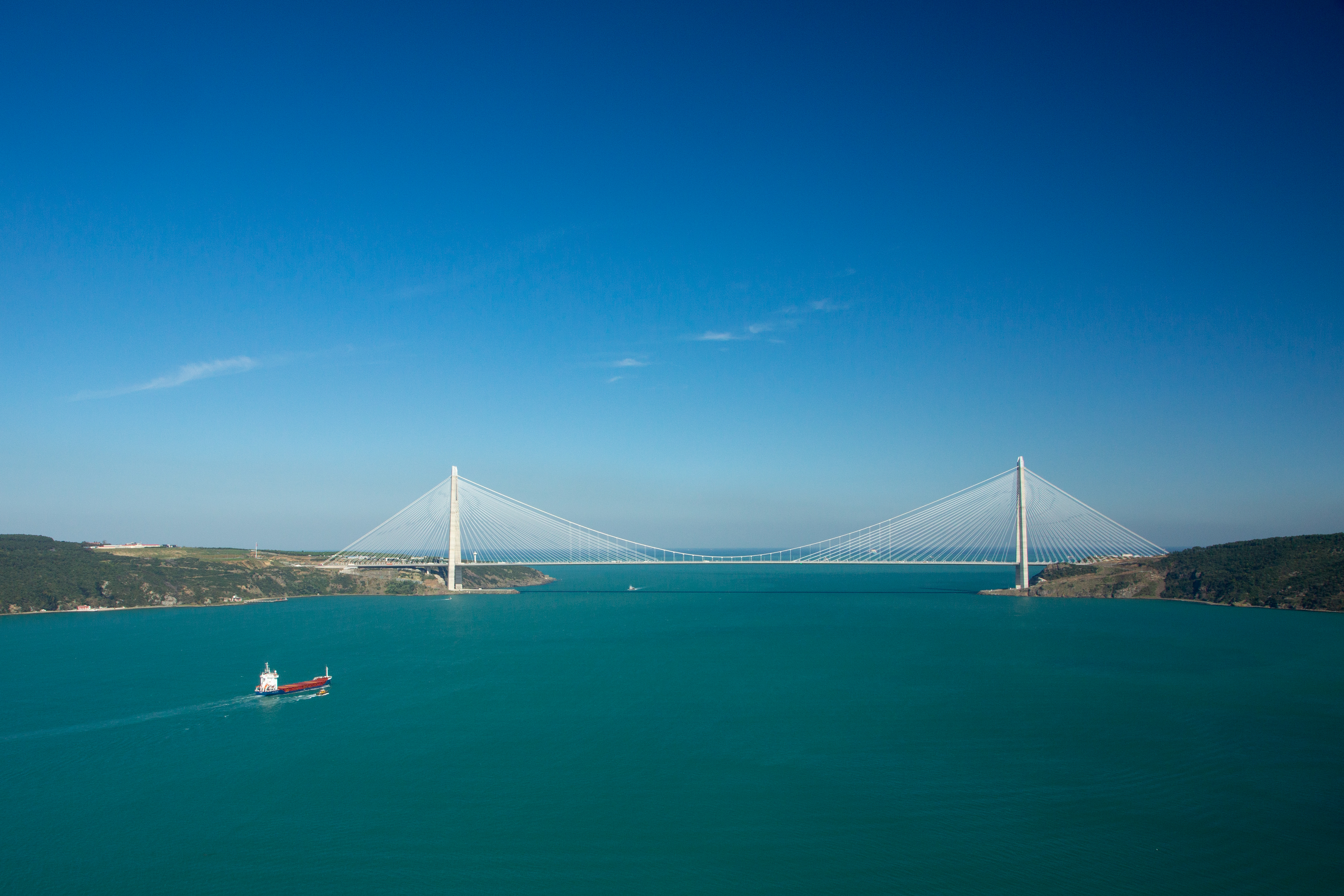
Ponte di Yavuz Sultan Selim

Linea ferroviaria ad alta velocità Bologna-Firenze
La tratta ferroviaria ad alta velocità Bologna-Firenze è stata realizzata dal gruppo attraverso il Consorzio CAVET. Il progetto consiste in una linea ferroviaria, con standard AV (alta velocità) e AC (alta capacità). Il percorso è lungo 78 km, di cui 73 km in galleria, e incontra 5 ponti e 6 viadotti.
I primi cantieri sono stati aperti nel 1996 e i lavori sono stati ultimati il 30 giugno 2009.
Linea ferroviaria ad alta velocità Torino-Milano
La tratta ferroviaria ad alta velocità Torino-Milano è stata realizzata dal gruppo attraverso il consorzio CAV TO-MI. Il progetto si sviluppa per una lunghezza totale di 125 km ed è parte dell'"Asse ferroviario 6" della Rete ferroviaria convenzionale trans-europea TEN-T.
I lavori sono iniziati nel 2002. Nel 2006, in occasione delle Olimpiadi Invernali di Torino, è stata inaugurata la tratta Torino-Novara. Nel 2009 è entrata in esercizio la tratta Novara-Milano.
Linea ferroviaria ad alta velocità Tortona/Novi Ligure-Genova
La linea ferroviaria Tortona/Novi Ligure-Genova, altresì nota come Terzo valico dei Giovi, è una linea in costruzione, finalizzata a creare un collegamento veloce fra Genova e Novi Ligure; la linea è lunga 53 km, 37 dei quali in galleria. I lavori sono iniziati nell'autunno 2013 e la linea sarà completata nel 2026. Nel corso del 2020 Webuild riceve in affidamento diretto anche la realizzazione del passante ferroviario di Genova, opera necessaria per l'entrata in funzione del Terzo Valico.
Linea ferroviaria ad alta capacità Palermo - Catania
La ferrovia Palermo-Catania ad alta capacità è una linea ferroviaria di RFI in fase di realizzazione. Webuild sta realizzando i lavori del lotto 1+2 Fiumetorto-Lercara diramazione di 30 km, del lotto 3 Lercara-Caltanissetta Xirbi di 47 km, del lotto 4A Caltanisseta Xirbi-Nuova Enna di 27 km, del lotto 4B Nuova Enna - Dittaino di 15 km, del lotto 6 Catenanuova-Bicocca di 36 km. 
Passante di Mestre - Autostrada A4
Il Passante di Mestre è un tratto dell'autostrada A4 lungo circa 33 km, realizzato dal gruppo attraverso il Consorzio Passante di Mestre S.C.p.A. L'opera è stata realizzata per evitare l'attraversamento della tangenziale di Mestre. La carreggiata è composta da tre corsie per ogni senso di marcia. Il percorso si sviluppa attraverso 9 tratti in trincea, 8 gallerie artificiali e 4 viadotti.
L'opera è stata aperta l'8 febbraio 2009 ed è gestita da CAV S.p.A. (50% ANAS, 50% Regione Veneto).
Autostrada Salerno Reggio Calabria
I contratti, del giugno 2004 e del marzo 2005, hanno come oggetto l'affidamento a contraente generale dei lavori di ammodernamento e adeguamento di un tratto della Salerno - Reggio Calabria, lungo 50 km. Tali lavori consistono principalmente nel dotare il tratto autostradale, ubicato nell'ambito territoriale della Provincia di Reggio Calabria, di due corsie da 3,75 m. di una corsia di emergenza da 3 metri.
Palazzo Lombardia - Nuova sede della Regione Lombardia, Milano
Il Palazzo Lombardia a Milano è la nuova sede dell'omonima regione. Il progetto, avviato nel 2006 e completato nel 2010, consiste in un complesso edilizio sviluppato in un'area di 33.700 metri quadri. Il Palazzo Lombardia è stato progettato dal Pei Coob Freed & Partners di New York.
Autostrada Pedemontana Lombarda
Nel giugno del 2008, l'ATI guidata da Impregilo, oggi Webuild, si è aggiudicata in qualità di general contractor la progettazione definitiva, esecutiva e la realizzazione del primo lotto dell'Autostrada Pedemontana Lombarda, ovvero delle Tangenziali di Como e Varese e del collegamento viario tra le autostrade A8 e A9 (da Cassano Magnago a Lomazzo).
Il progetto comprende la realizzazione di circa 47 chilometri di viabilità autostradale e viabilità secondaria, la costruzione di circa 13 chilometri di gallerie e la realizzazione di ponti e viadotti per una lunghezza totale di circa 1,7 chilometri.
Una prima tratta di raccordo tra Cassano Magnago (A8) e Lomazzo (A9) è stata aperta al traffico dal 26 gennaio 2015 mentre una seconda tratta tra Lomazzo e Lentate sul Seveso è stata aperta il 5 novembre 2015.
Per il tratto da Lentate all'autostrada A4 non sono ancora iniziati i lavori.
A settembre 2021, Webuilld, in consorzio con Pizzarotti, si aggiudica i lavori per le tratte B2 e C. A dicembre 2022 viene firmato il contratto per 1,26mld € per la progettazione e la costruzione.
I lavori sono iniziati nel 2024.
Linea 4 Metropolitana di Milano
La Linea M4, identificata con il colore blu e per questo nota anche come la blu, è una metropolitana interamente sotterranea.  È lunga circa 15 km e collega l'aeroporto di Linate con i quartieri di San Cristoforo e Lorenteggio, percorrendo la città da est a sud-ovest in trenta minuti. Si tratta di una “metropolitana leggera ad automatismo integrale”, senza conducente, con porte automatiche di banchina e sistema di segnalamento CBTC (Communication Based Train Control).
Fanno parte della linea, due interscambi con le esistenti linee metropolitane, nella stazione di San Babila (Linea M1) e nella stazione di Sant'Ambrogio (Linea M2) e tre interscambi con le linee ferroviarie suburbane, nelle stazioni Forlanini FS, Dateo e San Cristoforo.
A novembre 2022, è stata consegnata la prima tratta funzionale, aeroporto Linate - Dateo. A luglio 2023, sono state consegnate e aperte al traffico le stazioni di piazza Tricolore e piazza San Babila. Mentre l’intera linea, come da previsione, è stata aperta ad ottobre 2024.
Il progetto è stato realizzato da Webuild in qualità di mandataria di un'associazione temporanea di imprese, che si è aggiudicata la concessione per realizzare e gestire l’opera.
Linea B1 Bologna–Jonio della metropolitana di Roma
La linea B1 è la diramazione della linea B della metropolitana di Roma. Il tratto si estende dalla stazione Bologna fino alla stazione Jonio, servendo la zona Nord Est della città. Il progetto è stato realizzato con l'impiego di tecniche quali la fresa TBM (Tunnel Boring Machine) a pressione di terra bilanciata tipo EPB (Earth Pressure Balance), che ha permesso di scavare la galleria sotto falda, anche con pressioni di 2/2.5 atm.
Il primo tratto della Linea B1 (tratto Bologna-Conca d'Oro) è entrato in funzione il 13 giugno 2012, mentre il restante tragitto Conca d'Oro-Jonio (realizzato in un'unica galleria di diametro pari a circa 10 metri con doppio binario) è stato aperto al pubblico il 21 aprile 2015.
Smaltimento dei rifiuti in Campania
Nel 2000, la FIBE (sigla ottenuta dai nomi delle imprese Fisia, Impregilo, Babcock e Evo, ossia Energieversorgung Oberhausen AG) si aggiudicò l'appalto statale per l'intero ciclo di raccolta e smaltimento industriale dei rifiuti della regione Campania. FIBE e FIBE Campania sono aziende del Gruppo Fisia, a sua volta controllata al 100% dall'allora Salini Impregilo, che vinse l'appalto grazie al ridotto tempo di realizzazione degli impianti di incenerimento: i tempi di realizzazione dell'inceneritore di Acerra contrattualizzati erano di 300 giorni.
Ponte sullo stretto di Messina
Nell'ottobre 2005, l'allora Impregilo S.p.A., a capo di una cordata di aziende internazionali, Eurolink S.C.p.A., si aggiudicò la gara internazionale per la realizzazione del ponte sullo stretto di Messina, battendo l'ultima cordata concorrente guidata da Astaldi S.p.A.. L'offerta finale risultò essere di 3,88 miliardi di euro, con il progetto che considerava un tempo di realizzazione di 70 mesi. Il contratto di assegnazione fu firmato dal governo Berlusconi III il 27 marzo 2006.
L'approvazione del progetto definitivo e del progetto esecutivo da parte del Comitato Interministeriale per la Programmazione Economica (CIPE) e della società concessionaria Stretto di Messina S.p.A. guidata dal gruppo doveva concludersi in un tempo definito in dieci mesi dalla firma del contratto; in tale intervallo di tempo (fino all'estate del 2007) il governo e la Stretto di Messina S.p.A. avevano la possibilità di ritirarsi dall'affare. L'accantonamento del progetto da parte del governo avrebbe comportato il pagamento di una penale che aumenta in relazione al tempo in cui questa decisione dovesse essere comunicata alle parti.
Nel mese di ottobre 2007, il parlamento votò per il definitivo accantonamento del progetto e lo scioglimento della società Stretto di Messina S.p.A. La proposta della maggioranza (governo Prodi) fu bocciata, anche a causa del voto contrario del partito Italia dei valori fondato da Antonio Di Pietro, Ministro delle Infrastrutture nel Governo Prodi II, che aveva invece proposto di accorpare la Stretto di Messina S.p.A. nell'ANAS. Il 22 maggio 2008 il neo-ministro delle infrastrutture e dei trasporti Altero Matteoli invitò la società Stretto di Messina a riprendere le attività inerenti alla costruzione del ponte. Nella seduta del 6 marzo 2009 il CIPE deliberò lo stanziamento dello Stato all'opera, confermato in 1,3 miliardi di euro, somma che era stata congelata dal precedente governo. Si giunge al 23 dicembre 2009 allorché viene aperto il primo cantiere dell'opera a Cannitello, sulla costa calabra, allo scopo di deviare a nord un tratto di ferrovia, con il conseguente spostamento di una galleria, che intralciava il posizionamento di una delle due torri.
Il 21 dicembre 2010 il progetto definitivo fu consegnato dal contraente generale dell'opera, Eurolink S.C.p.A., alla Società Stretto di Messina per essere esaminato.
Il 29 luglio 2011 il Ministro delle Infrastrutture e dei Trasporti Altero Matteoli comunicò l'avvenuta approvazione del progetto definitivo da parte del Consiglio di Amministrazione della Società Stretto di Messina. Nell'ottobre del 2011 il Parlamento approvò una mozione dell'Italia dei Valori che impegnava il governo «alla soppressione dei finanziamenti per la realizzazione del ponte sullo Stretto di Messina».
Un anno dopo, il 10 ottobre 2012, il governo Monti nella legge di Stabilità, stanziò 300 milioni per il pagamento delle penali per la non realizzazione del progetto. Con Decreto del Presidente del Consiglio dei Ministri, il 15 aprile 2013, Stretto di Messina S.p.A. fu posta in liquidazione con la nomina di un Commissario Liquidatore.
A settembre 2023, Webuild ha presentato la documentazione per l'aggiornamento del progetto definitivo.
Ricostruzione del viadotto sul Polcevera a Genova

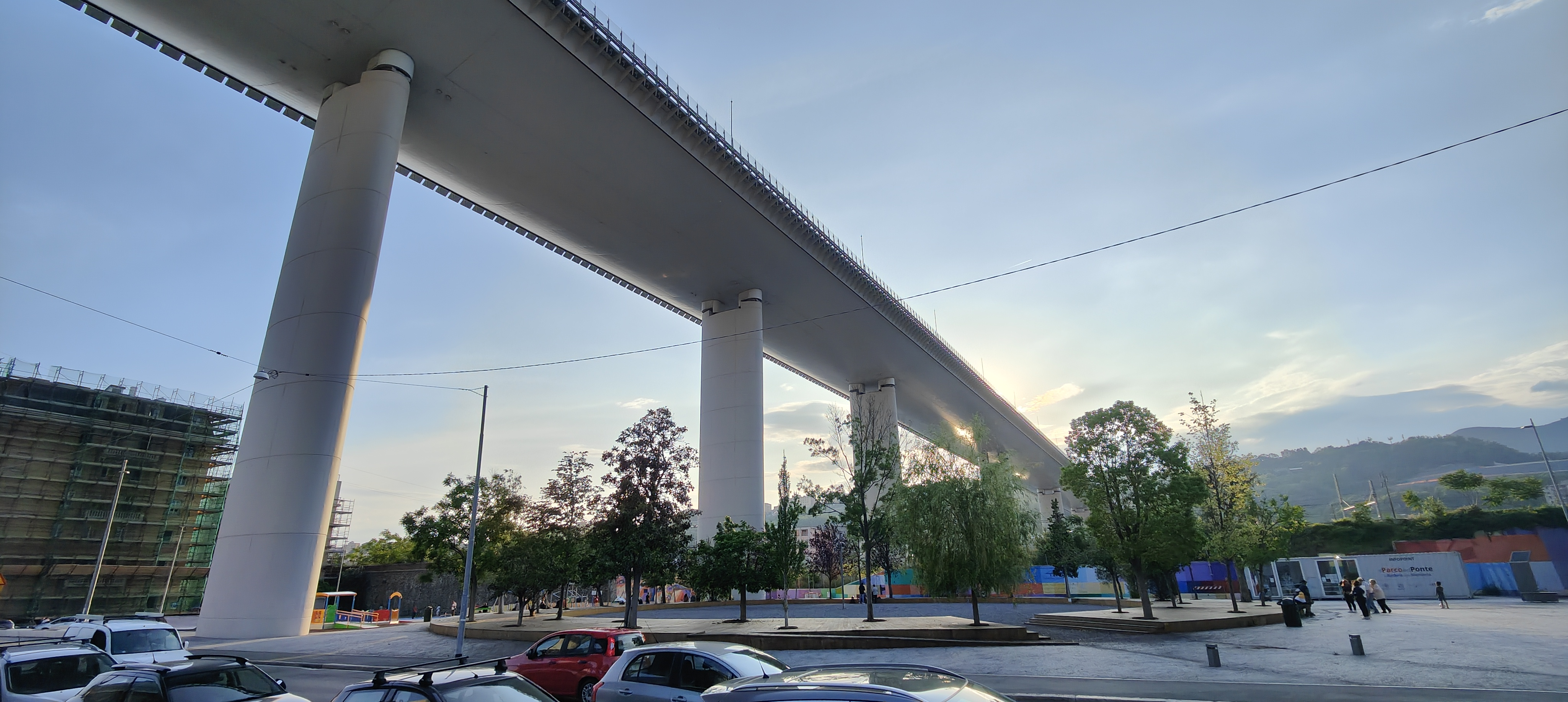
Viadotto Genova San Giorgio

Il 18 dicembre 2018 Marco Bucci, sindaco di Genova nominato Commissario straordinario per la ricostruzione del viadotto Polcevera, annuncia l'aggiudicazione del contratto per l'opera all'allora Salini Impregilo e a Fincantieri tramite la sua controllata Fincantieri Infrastructure.
La ricostruzione è stata realizzata dalla neocostituita società PERGENOVA, sulla base del progetto di Renzo Piano. La posa della prima pietra è avvenuta nel giugno 2019 e il nuovo viadotto Genova San Giorgio è stato inaugurato il 3 agosto 2020.
Egitto, trasloco sito archeologico Abu Simbel
Nel 1960 la costruzione della grande diga di Aswan prevedeva la formazione di un bacino artificiale che avrebbe sommerso numerose opere costruite dagli antichi egizi tra cui gli stessi templi di Abu Simbel.
Grazie all'intervento dell'Unesco, 113 paesi si attivarono per salvare il monumento. Vennero formulate numerose proposte a tale scopo e quella che, infine, ottenne maggiori consensi fu quella di tagliare, numerare e smontare blocco per blocco l'intera parte scolpita della collina sulla quale erano stati eretti i templi e successivamente ricostruire i monumenti in una nuova posizione 65 m più in alto e 300 m più indietro rispetto al bacino che si sarebbe creato.
La società Impregilo raggruppò un gruppo di esperti cavatori di marmo italiani provenienti da Carrara, Mazzano e Chiampo, che guidarono per tutta la durata dei lavori le oltre 2000 persone impegnate nell'opera di spostamento del tempio. I lavori durarono dal 1964 e il 1968.
Islanda, Diga di Kárahnjúkavirkjun
L'impianto idroelettrico di Kárahnjúkavirkjun, situato a circa 90 km a sud ovest dalla città di Egilsstaðir, nella regione orientale del paese, è ad oggi la più importante opera realizzata in Islanda.
Un sistema di tre dighe raccoglie le acque di ghiacciaio del fiume Jokulsa a Dal nell'invaso Halslòn e le convogliano, attraverso 73 km di condotte interrate ad una centrale sotterranea di 690 MW di capacità totale.
La costruzione dell'intero sito è stata realizzata nel periodo 2003-2009.
Panama, Ampliamento del Canale di Panamá - Terzo Set di Chiuse
Nel secondo semestre 2009, la Panama Canal Authority (Pca) e il consorzio internazionale Grupo Unido por el Canal (Gupc), del quale l'allora Impregilo faceva parte, firmano il contratto di aggiudicazione della gara per la realizzazione di un nuovo sistema di chiuse nell'ambito del progetto per l'ampliamento del Canale di Panama.
Il progetto per l'ampliamento in realtà consiste nella costruzione di un nuovo canale, che si aggiunge al primo, aperto nel 1914, per consentire il transito di navi di maggiori dimensioni al fine di incrementare il traffico commerciale. Il termine dei lavori è inizialmente previsto entro la fine del 2014, in occasione del centenario dell'inaugurazione del Canale di Panamá.
Nel 2014 i lavori rischiano uno stop per problemi finanziari e un contenzioso tra il consorzio dei costruttori e le autorità panamensi su costi in eccesso per 1,6 miliardi di dollari. Secondo i costruttori i costi in eccesso dovrebbero essere per contratto a carico della Panama Canal Authority, che a sua volta respinge ogni addebito. Per il consorzio di costruttori (ne fanno parte oltre all'italiana Salini Impregilo, anche dalla spagnola Sacyr Vallehermoso, Somague (Portogallo), Jan de Nul (Belgio) e la panamense Constructora Urbana) i costi eccessivi sarebbero dovuti a eventi non prevedibili che sono accaduti durante la costruzione, una cosa normale per questo tipo di progetti. Nell'agosto del 2014 arriva l'accordo tra Panama Canal Authority e Grupo Unido por el Canal. L'intesa prevede la variazione del contratto per il cofinanziamento necessario al completamento del progetto.
L'11 giugno 2016 la prima nave attraversa il Nuovo Canale di Panama, avviando i test di navigazione e il training per gli operatori del canale nelle chiuse del settore Atlantico.
Prima dell'ampliamento del canale di Panama, potevano attraversare il canale navi con una lunghezza massima di 294 metri, una larghezza di 32 metri e un pescaggio di 12 metri. Il nuovo canale di Panama consente il passaggio di navi di maggiore tonnellaggio, denominate Post Panamax, con una lunghezza di 366 metri, 49 metri di larghezza e 15 di pescaggio.
Il 26 giugno 2016 il nuovo Canale è stato inaugurato ufficialmente.
USA, Nuovo ponte “Gerald Desmond” a Long Beach
Nel luglio 2013 il gruppo, in joint venture con Shimmick Construction (USA) e FCC Construction (Spagna), si è aggiudicato la gara promossa per la progettazione e costruzione del nuovo Ponte Gerald Desmond a Long Beach (California).
Il valore complessivo della commessa era di circa 650 milioni di dollari (la quota di competenza del gruppo è del 30%). Il nuovo ponte strallato ha una lunghezza totale di circa 610 metri con una campata principale di circa 300 metri e viadotto di accesso della lunghezza di circa 2 chilometri.
Il progetto si presentava particolarmente complesso dal punto di vista tecnico ed organizzativo poiché prevedeva il mantenimento del traffico stradale, ferroviario e del transito navale da e per il porto lungo tutto il periodo di esecuzione dei lavori che è stato di circa quattro anni.
Danimarca, Copenhagen Cityringen Metro
Il progetto Cityringen consisteva nella realizzazione di una nuova linea metropolitana nel centro della capitale danese. Il contratto per la realizzazione dell'opera è stato assegnato a Salini Impregilo, capofila di un consorzio interamente italiano, nel gennaio 2011 per un valore di 1,7 miliardi di euro. Il nuovo anello conta 17 stazioni situate a 30 metri di profondità dal piano stradale, lungo due tunnel di 17,4 km ciascuno. Lo scavo delle gallerie è stato realizzato a mezzo TBM  ad eccezione dello scavo della galleria di servizio a Norrebroparken, che è stato realizzato con metodo tradizionale.
Dal 2019, la linea, completamente automatizzata, funziona 24 ore su 24, con intervalli minimi tra i convogli di 100 secondi e garantisce la mobilità di oltre 240.000 passeggeri al giorno, pari a 72 milioni in un anno.
Malesia, impianto idroelettrico di Ulu Jelai
La componente principale dell'impianto idroelettrico di Ulu Jelai è rappresentata dalla costruzione di una diga in RCC (Roller-compacted concrete) alta oltre 80 metri e per un volume totale di circa 750,000 metri cubi. La commessa fu acquisita da Salini Costruttori e Tindakan Mewah Sdn Bhd nel 2011 per un importo complessivo di 515 milioni di euro. Oltre alla diga, il progetto ha previsto la costruzione di una centrale in caverna per accogliere due turbine Francis da 191 MW ciascuna e la realizzazione di circa 26 km di tunnel idraulici, di cui circa 15 km scavati con Tunnel Boring Machine ed i rimanenti con metodo tradizionale. L’impianto ha una potenza installata di circa 382 MW.
Arabia Saudita, Metropolitana di Riad - Linea 3
Il progetto, assegnato nel luglio del 2013 al consorzio ArRiyadh New Mobility (ANM), di cui era parte l'allora Impregilo insieme all'allora Ansaldo STS e altre aziende internazionali, prevede la progettazione e la costruzione della nuova Linea 3 (41,58 km) della metropolitana di Riad, parte della nuova rete di metropolitane della capitale saudita, composta da 6 linee e lunga circa 180 km (valore complessivo di circa 23,5 miliardi di dollari).
La linea 3, nota anche come Orange Line, costituisce il tratto più lungo del nuovo sistema metropolitano, partendo da ovest (vicino Jeddah Expressway) e terminando ad est (vicino al National Guard Camp di Khashm El Aam). È composta da 22 stazioni, fra cui le due principali “Qasr Al-Hokm” e “Western”, due depositi adibiti alla manutenzione situati alle estremità occidentali ed orientali e sei parcheggi di interscambio.  Per la sezione in sotterraneo sono stati utilizzati i metodi di scavo con fresa (TBM - Tunnel Boring Machine) e il Cut & Cover. Molte stazioni sono state progettate da celebri architetti come Zaha Hadid e Snøhetta.
Romania, Ponte di Brăila

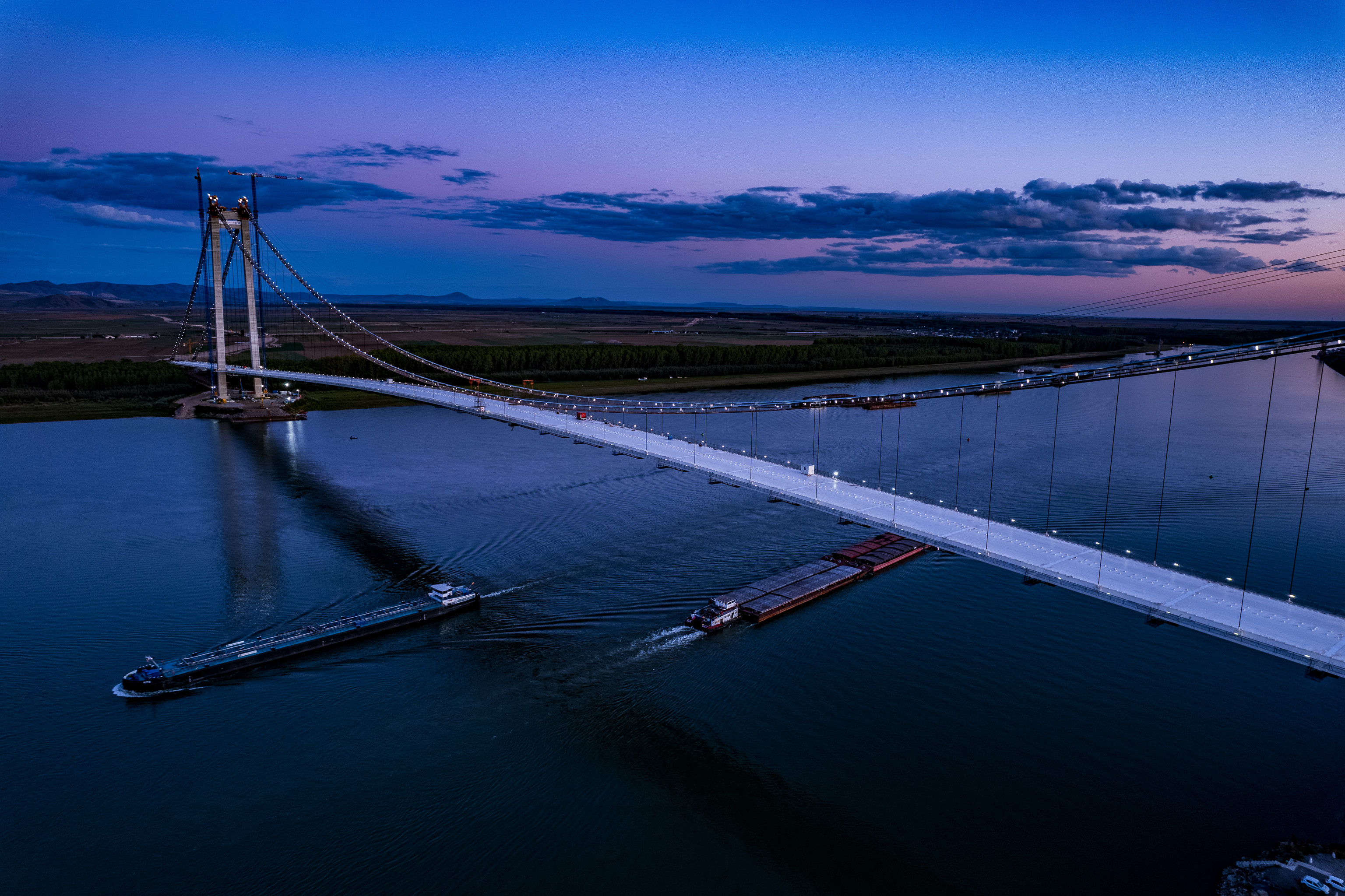
Ponte di Brăila

Il ponte di Brăila è un ponte sospeso che attraversa il Danubio nei pressi di Brăila, in Romania. Con una luce massima di 1120 metri, è il secondo ponte sospeso più lungo dell'Unione europea dietro allo Storebæltsforbindelsen in Danimarca. I lavori di costruzione, iniziati nel 2019, sono terminati nel giugno 2023. Per progettazione e costruzione, il ponte di Brăila è considerato il gemello in scala 1:3 del possibile ponte sullo stretto di Messina.

## Controversie

### Lesotho Highlands Water Project
Impregilo è stata coinvolta e citata in giudizio per corruzione nel caso del Lesotho Highlands Water Project: la società, partecipante alla costruzione della diga di Katse, nel 2006 è stata condannata al pagamento di circa 1 milione e mezzo di euro per aver nascosto alla magistratura del piccolo stato l'avvenuta corruzione nei confronti dell'ex direttore del progetto, Masupha Sole, da parte di essa e di altre imprese multinazionali.

### Ospedale dell'Aquila

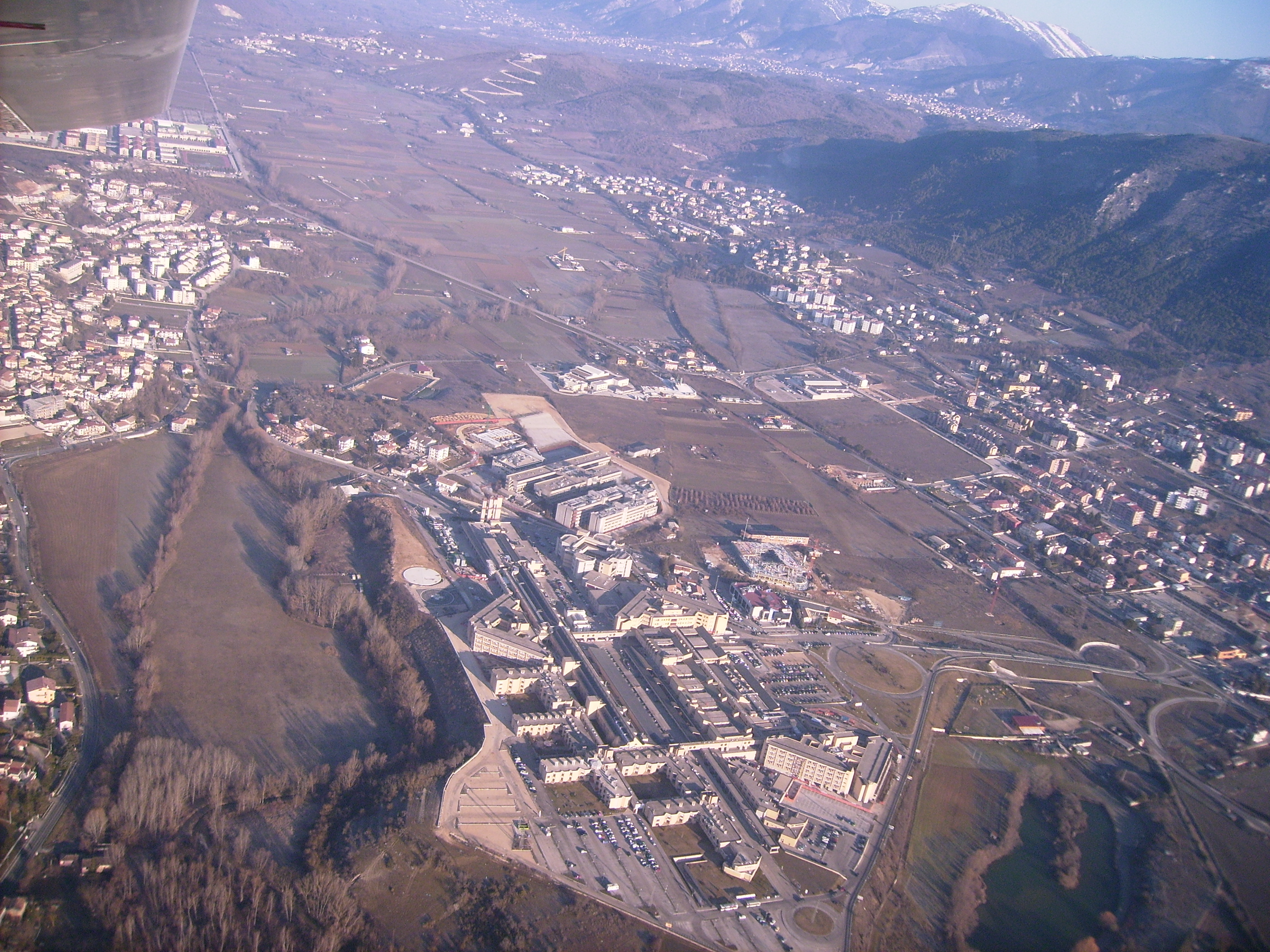
Ospedale Regionale San Salvatore a L'Aquila

Per quanto riguarda l'Ospedale regionale San Salvatore dell'Aquila, oggetto di una inchiesta parlamentare nel 2000, l'ultima impresa di costruzioni che fu coinvolta nel progetto di ricostruzione dell'Ospedale fu la Cogefar, confluita successivamente in Impregilo.
Subito dopo le polemiche sul crollo del nosocomio, Impregilo emise due comunicati stampa riportati su tutte le principali agenzie stampa che specificavano il ruolo svolto dalla società. Tramite il suo ufficio stampa smentì ogni tipo di responsabilità sull'incidente dichiarando: "L'ospedale ha iniziato la costruzione nel 1972, mentre noi abbiamo vinto una gara nel 1991, quando l'intera struttura era già stata tirata su. Il nostro compito, con diversi stralci durato fino al 2002, è stato quello di realizzare gli impianti sussidiari: pavimenti, bagni, impianti elettrici e meccanici, sistemato gli arredi, gli equipaggiamenti medicali, le opere di finitura e costruito ex novo due strutture, una scuola per infermieri e un asilo nido, opere di cintura. Ma non ho idea di chi abbia precedentemente realizzato la struttura."

### Diga Gibe III, Etiopia
Nel marzo 2016 Survival International ha presentato un'istanza all'OCSE (Organizzazione per la Cooperazione e lo Sviluppo Economico) contro Salini Impregilo S.p.A. in merito alla costruzione della diga Gibe III lungo il fiume Omo, in Etiopia. Secondo Survival, la diga è “destinata a distruggere i mezzi di sussistenza di migliaia di persone tra Etiopia e Kenya. La diga ha messo fine alle esondazioni stagionali del fiume Omo, da cui 100.000 indigeni dipendono direttamente per abbeverare le mandrie e coltivare i campi, mentre altri 100.000 vi dipendono indirettamente.”
Diversi esperti, oltre a Survival, hanno denunciato che la diga potrebbe avere un impatto devastante sui popoli a valle della diga, ma anche segnare la fine del lago Turkana – il più grande lago in luogo desertico del mondo – in Kenya con conseguenze catastrofiche per altri 300.000 indigeni che vivono intorno alle sue sponde.
Salini Impregilo ha risposto a queste preoccupazioni con una nota dove spiega che una “missione multilaterale del 2009, la Joint Lenders Fact Finding, arrivò alla conclusione che gli impatti diretti imputabili al progetto erano minimi”. Secondo la nota di Salini Impregilo l'effetto complessivo dell'invaso sulle popolazioni a monte della diga sarebbe quindi stato “di lieve entità, coinvolgendo solo 58 nuclei familiari rurali preventivamente consultati”, contrariamente a quanto previsto da Survival International.

### Condizioni del lavoro - Mondiali di calcio in Qatar 2022
Diverse ONG hanno sollevato appelli per le condizioni di lavoro nei siti per la realizzazione delle strutture costruite per ospitare il Campionato mondiale di calcio 2022. Webuild, attiva nella costruzione degli stadi Khalifa International Stadium e Al Bayt Stadium, risulta tra le imprese investigate per le violazioni.
In un rapporto della Confederazione sindacale internazionale del 2015 è stato stimato che quasi 7 000 lavoratori sarebbero morti prima dell'inizio della Coppa del Mondo. La Fondazione internazionale per la democrazia ha stimato un totale di 10 000 lavoratori immigranti morti nei cantieri per la costruzione degli stadi e delle infrastrutture. Amnesty International ha denunciato pratiche di abuso e sfruttamento nei confronti dei lavoratori, soprattutto migranti, nella costruzione degli stadi. Ha evidenziato anche casi di minacce dovute a denunce sulle condizioni di vita, ritardi nel pagamento dei salari e alti costi di assunzione. Il quotidiano britannico The Guardian, in un articolo pubblicato nel febbraio 2021, ha rivelato che circa 6 500 lavoratori migranti erano morti, anche se il "numero totale delle vittime è significativamente più alto, poiché queste cifre non includono i decessi di diversi Paesi che inviano un gran numero di lavoratori in Qatar, comprese le Filippine e il Kenya. Non sono inclusi anche i decessi avvenuti negli ultimi mesi del 2020". Amnesty International ha poi chiesto al governo del Qatar risposte sulla morte dei lavoratori migranti. Il Qatar ha annunciato nel maggio 2021 una serie di misure volte a proteggere i lavoratori migranti, sebbene per circa il 70% dei decessi non siano state fornite giustificazioni. In un report Equidem ha intervistato 60 lavoratori e raccolto 982 testimonianze, interpellando anche le imprese internazionali, compresa Webuild, coinvolte nella costruzione degli stadi. L’opera di verifica nei cantieri, come spiega Equidem, era sistematicamente ostacolata: prima delle visite degli ispettori, veniva fatto suonare l’allarme anti-incendio per spingere gli operai a tornare negli alloggi ed evitare contatti con gli inviati della Fifa. Ben presto i lavoratori hanno notato la coincidenza e alcuni di loro hanno provato a restare sul posto per denunciare mancati pagamenti o pericoli eccessivi, sfidando l’intervento della security.
Salini Impregilo (Webuild) è stata una delle poche società interpellate a rispondere ad Equidem: "We have no doubt on the level of rights protection we offer to our workers, however we will read with extreme carefulness the report and - if necessary - carry out internal investigations to fully assesses the matter."

### Journal of Business Ethics
In un articolo scientifico pubblicato nel 2022 sul Journal of Business Etichs  "Counter-reporting sustainability from the bottom up: the case of the construction company WeBuild and dam-related conflicts", gli accademici Antonio Bontempi, Daniela Del Bene e Louisa Jane Di Felice hanno affrontato le narrazioni e le strategie di CSR di WeBuild (precedentemente nota come Salini Impregilo). Partendo dall'Atlante Globale della Giustizia Ambientale (EJAtlas), hanno raccolto testimonianze da ONG, organizzazioni di giustizia ambientale, giornalisti, studiosi e leader delle comunità sulle ingiustizie socio-ambientali e sulle controversie relative a 38 grandi impianti idroelettrici costruiti dall'azienda nel corso dell'ultimo secolo. Come esercizio di contro-relazione, hanno codificato i discorsi sulla (non) sostenibilità provenienti da una pluralità di fonti, esaminando la loro discrepanza sotto le lenti critiche della scienza post-normale e dell'ecologia politica, con la giustizia ambientale come quadro normativo. I risultati mostrano come la discrepanza delle narrazioni possa essere interpretata considerando la natura volontaria, autodichiarante e non vincolante della contabilità della RSI eseguita da un'azienda che desidera crescere in un mercato competitivo globale. A partire dalle narrazioni di Webuild gli autori mettono in discussione l'affidabilità degli attuali meccanismi e strumenti di CSR, chiedendo l'inclusione delle dimensioni della complessità e la ripoliticizzazione della contabilità e dell'etica della CS(I)R. Sostengono che i campi della scienza post-normale e dell'ecologia politica possono contribuire a questi obiettivi.
Il rating etico di Standard Ethics della società è di E+ (Low).

## Dati economici e finanziari
Il gruppo ha chiuso il 2021 con ricavi consolidati per circa € 6.691 milioni, EBITDA adjusted pari a € 451 milioni, margine operativo (EBIT adjusted) pari a € 198 milioni e risultato netto reported negativo per € 304,94 milioni. Con il voto contrario della parte pubblica in assemblea, la remunerazione all'amministratore delegato Pietro Salini è stata aumentata a 6,14 milioni di euro, nonostante i risultati finanziari riportati nell'anno.
Nel 2022, Webuild porta i ricavi a 8,16 miliardi di euro, in crescita del 22% rispetto al 2021. L'utile netto si attesta a 118 milioni di euro. Il margine operativo lordo (Ebitda) sale a 572 milioni. Il margine operativo (EBIT) positivo a € 191 milioni. Fino al 2022, la società aveva un rating di BB-  (Speculative - Grado di non investimento) di Standard & Poor's.

Nel 2023, il gruppo ha registrato un incremento dei ricavi e della redditività, riportando ricavi per €10 miliardi e un EBITDA di €819 milioni. La posizione di cassa netta è stata pari a €1.431 milioni, mentre la leva finanziaria è scesa a 3,2x rispetto a 4,6x dell'anno precedente. Nel settembre 2023, Standard & Poor’s ha aggiornato il rating della società a BB con outlook "stabile”
Per il 2024, i ricavi sono stati di €12 miliardi, l'EBITDA di €967 milioni e l'utile netto di €247 milioni.